# 列支敦斯登的塔緹亞娜
列支敦斯登的塔緹亞娜（德語：Tatjana von und zu Liechtenstein，1973年4月10日—），列支敦斯登親王漢斯·亞當二世的獨女。

## 家庭
1999年，塔緹亞娜與馬提亞斯·菲利普·馮·拉托爾夫（Matthias Philipp von Lattorff）結婚，兩人共有2子5女：
1. 盧卡斯·馬利亞（2000年出生）
2. 伊莉莎白·瑪麗·安潔拉（2002年出生）
3. 瑪麗·特蕾莎（2004年出生）
4. 卡蜜拉·瑪麗亞·卡塔里娜（2005年出生）
5. 安娜·皮婭（2007年出生）
6. 索菲·卡塔里娜·瑪麗亞（2009年出生）
7. 馬克西米利安·馬利亞（2011年出生）